# 歐豬五國

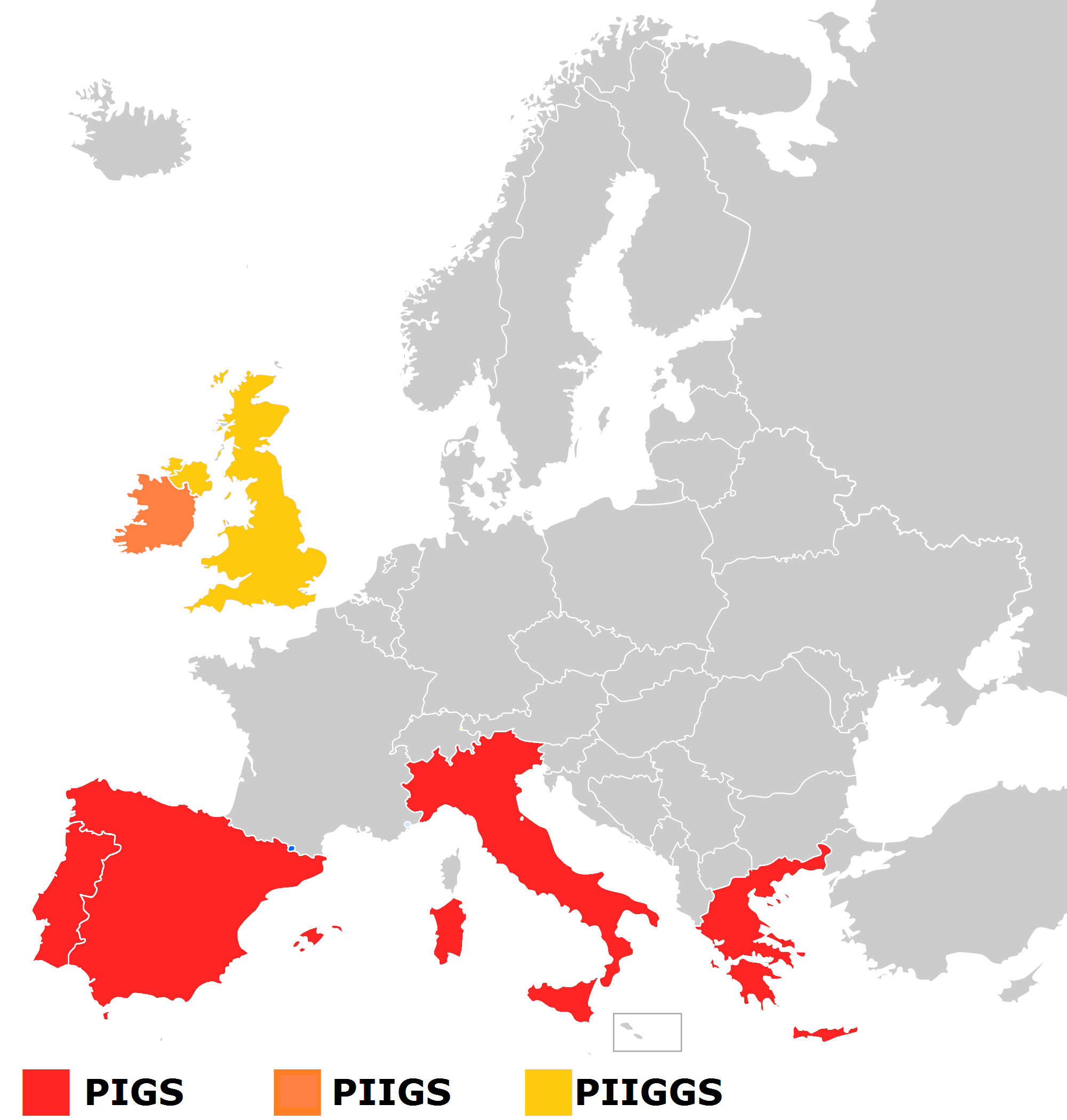
歐豬五國（圖中紅色與橘色部分）

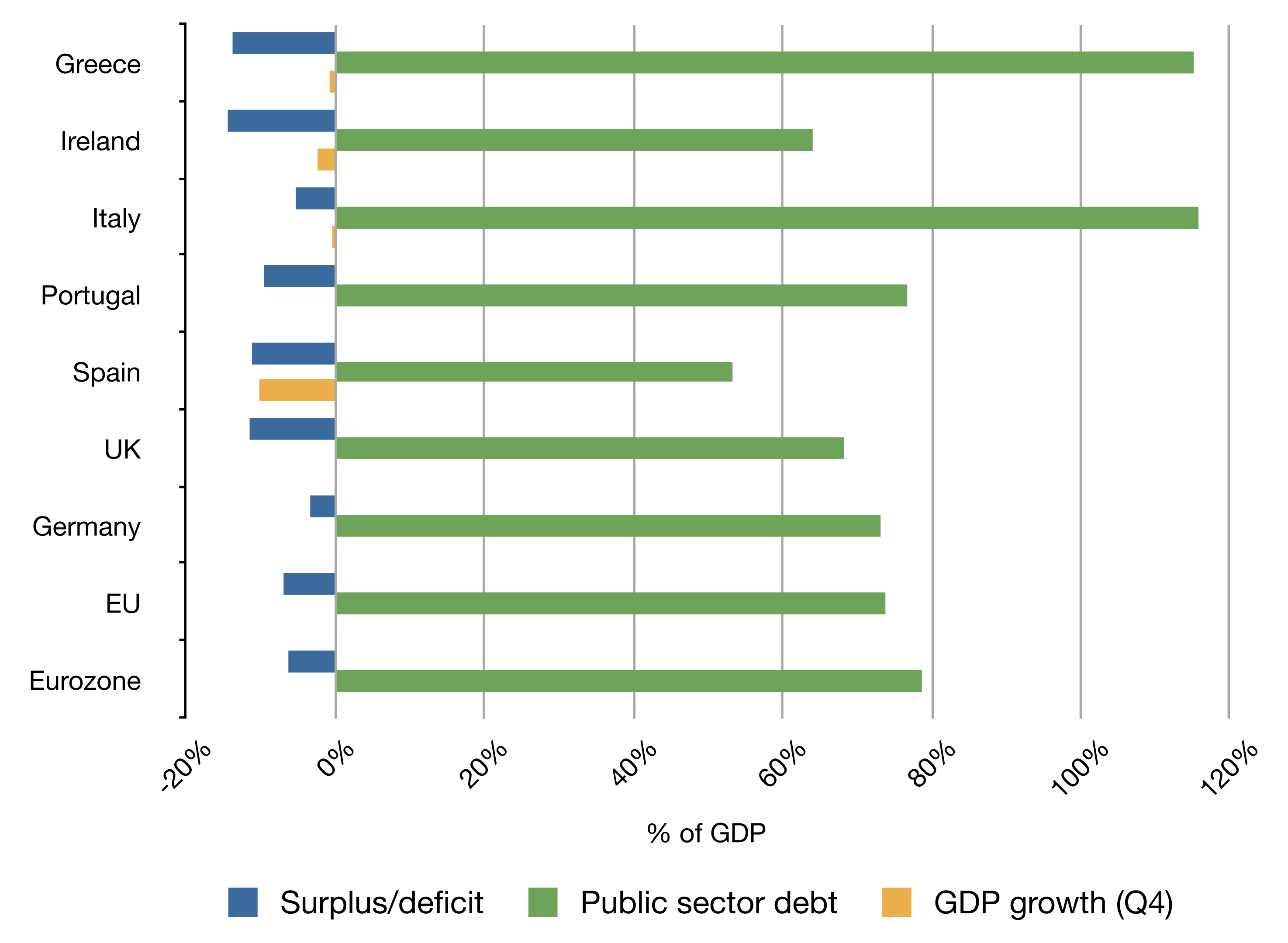
歐債危機國的債務狀況

歐豬五國（英語：PIIGS），亦作黑豬五國或五小豬國，是2008年至2010年間針對有歐債危機的國家而產生的的術語，是国际经济界媒体对欧洲聯盟五个相對较弱的经济体的贬称。这个称呼涵盖葡萄牙（Portugal）、意大利（Italy）、爱尔兰（Ireland）、希腊（Greece）、西班牙（Spain），特别指各国的主权债券市场。「歐豬五國」起初只有四國（"PIGS"），其中「I」指意大利，后来加入了爱尔兰。
「歐豬五國」這個稱呼有極大侮辱性，因此普遍受到財經界忌諱。自2020年代起，除希臘外的所有國家都擺脫了債務危機，愛爾蘭甚至超越了以往的經濟水準，而歐盟更於2022年起結束對希臘的財政監管，因此這個名詞之後的使用頻率已經越來越低。

## 历史沿革
該名詞最早由《新聞周刊》（Newsweek）的專欄作家Juliane Von Reppert-Bismarck於2008年7月7日發行的雜誌上刊登的文章《為甚麼豬不能飛》（Why Pigs Can't Fly）使用（但後來文章的標題被改为較中立的Why Southern Europe's Economies Don't Compete，意思就是「為什麼南歐的經濟欠缺競爭力」）。
最初的這四個南欧國家文化傳統、地理位置比較接近，加上當時同樣面對財政赤字的愛爾蘭共和國（雖然地理上不屬南欧），當時愛爾蘭也面臨經濟增長停滯不前，失業率高，又有较高的财政赤字。鉴于情況近似，才有財經人士把五國並列一起。

## 变种
除了歐豬五國外，英國被納入其中，稱作「歐豬六國」（PIIGGS），但與其他的5個國家不同的是，縱使英國和其他5國同樣遭遇金融危機，但整體來說其銀行體系好於其他五國。另外，英國雖當年為歐盟一份子但並未加入歐元區，英格蘭銀行可自行制定其貨幣政策，例如貨幣供應量及利率，來配合政府的財政政策及經濟發展需要。2016年随着英国公投后表示将退出欧盟，使得英国前景充满变数。
另一方面，匈牙利政府也語出驚人的表示自身財政與希臘一樣面臨重大危機而引發全球股市恐慌，不過財經專家表示，說匈牙利像希臘一樣發生嚴重的金融危機有些過份誇張，除了因匈牙利尚未加入歐元區外，匈牙利本身的財政狀況其實好過歐豬五國。不過為了避免危機發生，國際貨幣組織已前往匈牙利進行調查。
除了上述的國家外，經濟學家也開始點出法國、比利時、奧地利這3個西歐國家其財政可能將步入歐豬國家的後塵。斯洛維尼亞、賽普勒斯、馬爾他及波蘭的財政情況也一樣不樂觀。

## 衍生語
- STUPID[2]（/ˈstjuːpid/ ） ... 希腊經濟危機後，可能遭到多米諾效應波及的國家。
  - 直譯：傻瓜
  - 所屬国：
    -  Spain（西班牙）
    -  Turkey（土耳其）
    -  UK（英國）
    -  Portugal（葡萄牙）
    -  Italy（義大利）
    -  Dubai（迪拜）
- UR all PIGS from HELL![3][a]（/jər ɔːl pigz frəm hel/）
  - 直譯：「你們都是從地獄來的豬！」
  - 所屬国：
    -  Ukraine（烏克蘭）
    -  Romania（羅馬尼亞）
    -  Portugal（葡萄牙）
    -  Italy（義大利）
    -  Greece（希臘）
    -  Spain（西班牙）
    -  Hungary（匈牙利）
    -  Estonia（愛沙尼亞）
    -  Latvia（拉脫維亞）
    -  Lithuania（立陶宛）

### 引用
1. ↑  Von Reppert-Bismarck, Juliane. . . July 7–14, 2008  [2010-01-30]. （原始内容存档于2010-03-27）.
2. ↑  Hugo Dixon. . 2010-02-08  [2010-05-16]. （原始内容存档于2020-11-09）.
3. ↑  Gordon T. Long. . The Market Oracle. 2010-02-09  [2010-05-16]. （原始内容存档于2021-02-13）.